# Rhacophorus moltrechti
Rhacophorus moltrechti és una espècie de granota que viu a l'illa de Taiwan.